# ジョゼ・ルアンディーノ・ヴィエイラ
ジョゼ・ルアンディーノ・ヴィエイラ（José Luandino Vieira、出生名はジョゼ・ヴィエイラ・マテウス・ダ・グラサ  José Vieira Mateus da Graça、1935年5月4日-）とは、アンゴラで最もよく知られたショートフィクションと小説の作家である。ポルトガル系アンゴラ人。

## 生い立ち・キャリア
ヴィエイラはポルトガルのオウレンにポルトガル人として生まれたが、両親とともに1938年にアンゴラに移民し、ルアンダのアフリカ人が住むスラム街（musseques）で育ち、イエズス会の神父から教育を受けた。ミドルネームはこの街の名にちなんでいて、彼の作品にはこの街を舞台にした作品が多い。彼のポルトガル語の文体には、クレオール語の俗語と地元のキンブンド語がちりばめられている。15歳で学校からドロップアウトし、修理工として働き始めた。ヴィエイラによると、アンゴラでは高校に入ると、アフリカ生まれの白人は非ヨーロッパ人に分類され、二等の白人として扱われるといい、それがポルトガル人入植者の子供であるにもかかわらず植民地支配に抵抗するきっかけの一つになったという。彼はアンゴラの独立運動に従事し、1961年に逮捕された。BBCのインタビューでは、アフリカで戦うポルトガル軍の脱走者の秘密リストを暴露した。11年間拘置され続け、カーボベルデ島のタラファル刑務所で多くの時間を過ごした。刑務所で書かれた作品は、ポルトガルやアンゴラで不法に出版された。ヴィエイラが参加したアンゴラ解放人民運動は、1975年にアンゴラの独立を獲得したが、同時にマルクス主義経済と一党独裁をもたらしたため、ヴィエイラも批判されることがある。ヴィエイラによると、アンゴラ解放人民運動の支配が続いた15年間は、政治的にはよくなかったとしても、検閲がなかったため文学的には恵まれた日々であったという。
ヴィエイラは2006年5月にカモンイス賞を受賞したが、個人的な理由で100,000ユーロの賞金は拒否した。
ヴィエイラはアンゴラ作家連盟の書記長を務めており、その立場で他のアンゴラの作家や詩人の作品の出版の手助けをしている。

## 作品
ヴィエイラの作品はしばしばアフリカの口承物語に触発されており、ポルトガルによるアンゴラ支配の厳しい現実に求めることができる。
彼のもっともよく知られた作品は、初期の短編集『ルアンダ』（Luuanda, 1963年）である。この作品は、植民地の圧制に苦しむ、スラム街の生活を、ヴィエイラの他の作品と同じくはっきりとは政治的ではないものの、皮肉、諧謔と写実主義を用いて描いたものである。ヴィエイラによると、この作品のベースとなったのは、多人種的なスラム街で黒人や混血児と遊んだヴィエイラ自身の幼少期の体験である。アンゴラでは、人種が隔離されていた他のアフリカ植民地とは異なり、400年にわたるポルトガル支配の間に人種間の交わりが進んだ。ルアンダの街には独特なクレオール文化が生まれ、ポルトガル人入植者の中には、貧しさのために現地の人々と軒を連ねて住むしかない人も多かったという。この作品は、アンゴラにおける植民地行政の抑圧を考察していたため、ポルトガル政府によって1974年まで禁止された。1965年にポルトガル語作家の文学賞を受賞した際には、エスタド・ノヴォの民兵がポルトガル語作家協会のリスボン事務所を荒らすのを警察は見て見ぬ振りした。
中編小説『ドミンゴス・シャヴィエルの本当の生活』（A vida verdadeira de Domingos Xavier, 1974年）では、植民地時代のポルトガル行政に対する一般アンゴラ人の抵抗がもっと直截に描かれている。
『ジョアン・ヴェンシオ、彼の愛について』（João Vêncio: os seus amores, 1979年）は、殺人未遂の判決を待つタイトルと同名の主人公が監獄の中から語る物語である。短い作品であるが、主人公の三つの愛の物語にサイドストーリーが巧みに織り込まれている。
その他の作品としては、Velhas estórias （『古い物語』1974年）, Nós os do Makulusu (『マクルスから来たり』1974年), Vidas novas （『新たなる日々』1975年）などが挙げられる。

## 著書
- Luuanda, 1963
- A vida verdadeira de Domingos Xavier ("The Real Life of Domingos Xavier"), 1974
- Velhas estórias ("Old Stories"), 1974
- Nós os do Makulusu ("Our Gang from Makulusu"), 1974
- Vidas novas ("New Lives") , 1975
- João Vêncio: os seus amores("João Vêncio: His Loves"), 1979
- Lourentinho, dona Antónia de Sousa Neto e eu ("Lourentinho, Antónia de Sousa Neto and I"), 1981